# Miroslava jitkae
Miroslava jitkae är en tvåvingeart som beskrevs av Sifner 1999. Miroslava jitkae ingår i släktet Miroslava och familjen kolvflugor.
Artens utbredningsområde är Yunnan (Kina). Inga underarter finns listade i Catalogue of Life.